# Phelsuma guttata
Phelsuma guttata là một loài thằn lằn trong họ Gekkonidae. Loài này được Kaudern mô tả khoa học đầu tiên năm 1922.

## Hình ảnh

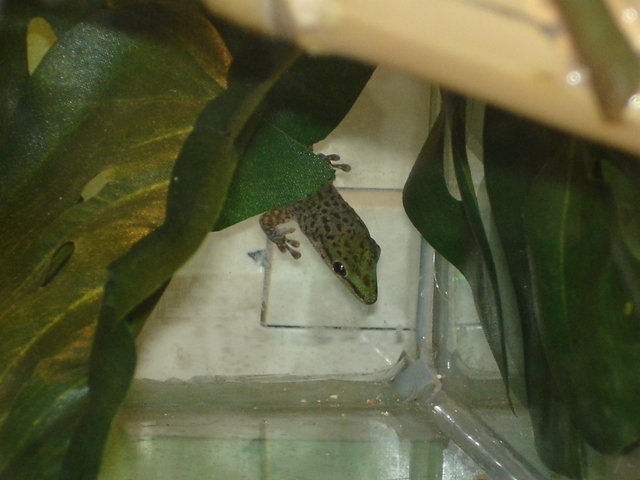